# Kartounka
Kartounka (německy Kattunfabrik) je historické označení manufaktury zaměřené na potiskování bavlněných tkanin.
Německý výraz Kattunfabrik vznikl koncem 17. století, z toho odvozené české označení kartounka se začalo používat pravděpodobně teprve ve 20. století (do konce 19. století nejsou známé žádné písemné doklady o jeho použití).

## Historie

### Textilní tisk před 19. stoletím
Potiskování tkanin bylo v Evropě známé asi od 14. století, nejdříve v jihoevropských zemích  (jako štočkový tisk na lněném plátně).
V 17. století se dostaly z Indie do Evropy jemné pestrobarevně potištěné bavlněné tkaniny zvané indiennes. Protože tato novinka šla velmi dobře na odbyt, pokoušeli se evropští tiskaři brzy napodobit neznámou techniku jejich výroby. Za prvního výrobce tohoto druhu je považována dílna založená v roce 1678 v holandském Amersfoortu (s pomocí odborníka z tehdejší Osmanské říše). Do konce 17. století vzniklo v Holandsku a v západní Evropě několik tiskáren napodobujících indiennes, z některých se brzy staly manufaktury - kartounky. Výrobní zařízení sestávalo zpočátku jen ze stolů, na kterých se na tkaninu pokládaly dřevěné desky (štočky) s vyrytým vzorem. Koncem 18. století se začaly používat vzorovací válce (vynález Skota Bella z roku 1783) a asi od 20. let 19. století přišly do provozu první válcové stroje poháněné párou a o 20 let později perotiny (mechanizace štočkového tisku).

### Kartounky od 19. století
V polovině 19. století bylo v Evropě a v USA v provozu nejméně 1000 kartounek s výrobní kapacitou:
| Způsob výroby    | Počet stolů/strojů | Běžné metry/ stroj. hodinu | Výroba v m × 106 / rok | Počet pracovníků |
| ---------------- | ------------------ | -------------------------- | ---------------------- | ---------------- |
| ručně na stolech | 44 450             | 2,0                        | 293                    | 89 000           |
| válcový stroj    | 1 100              | 115,0                      | 418                    | 39 000           |
| perotina         | 577                | 17,0                       | 33                     | 4 000            |
| Celkem           | --                 | --                         | 744                    | 132 000          |

Na celkové kapacitě se podílely: 60 % Anglie, Rusko a Francie po 10 %, Čechy 5,5 %.
Větší kartounky vyráběly na padesáti až sto stolech, s jedním až dvěma válcovými stroji a jen některé používaly perotiny. K provozu tiskárny patřilo často bělidlo (později strojní bělení), barevna, sušení, paření a jiné úpravárenské procesy. K obsluze zařízení patřili (např. ve Francii): ze 60 % tiskaři (z nich často dvě třetiny ženy), 10 % rytců forem a 30 % pomocníků. Úspěšné firmy zaměstnávaly jednoho nebo i vice dezinatérů a koloristů. Tiskaři patřili k vysoce kvalifikovaným, dobře placeným řemeslníkům, těmi se však mohli stát teprve po pěti až šestileté učební době. Týdenní výdělky (např. v Mylhúzách ve francouzských francích): rytci 7, tiskaři 2,50, pomocníci 1,50. Špičkoví dezinatéři dostávali až 20 000, koloristé 12 000 franků ročně.
Ve druhé polovině 19. století přešly téměř všechny kartounky na strojní výrobu, přizpůsobovaly se změnám vkusu zákazníků tím, že stále častěji potiskovaly vedle bavlněného plátna také jiné druhy textilií. 
Průmyslově tkané a potiskované kartouny byly jako levné módní zboží oblíbené ještě v prvních letech 20. století.
Jeden z posledních podniků s označením kartounka v adrese - Neue Augsburger Kattunfabrik (NAK) v Bavorsku byl likvidován v roce 1996.
V 21. století je výraz kartounka známý jen z historických pojednání a vzpomínek.

## Kartounky v českých zemích
Za první kartounku je považována manufaktura hraběte Kinského ve Sloupu v Čechách. Vznikla v roce 1763 rozšířením tkalcovny a barevny, které byly v provozu asi o pět let dříve. Výrobu v kartounce řídil odborník ze Saska, v celém podniku pracovalo asi 400 lidí.   
V roce 1788 bylo v Čechách v provozu 24 kartounek, z toho sedmnáct v Praze. Manufaktury vyráběly s průměrně patnácti až dvaceti tiskařskými stoly, každý stůl obsluhovali 3 dělníci (jen dílny s nejméně pěti stoly platily za manufaktury). Židé tehdy ještě nesměli vlastnit manufaktury, ale protože kontrolovali z velké části obchod s plátnem, byly kartounky závislé na jejich zakázkách.
1821 založili bratři Porgesové kartounku, která se rozšířila tak, že koncem třicátých let 19. století zaměstnávali v Praze na Smíchově a v pobočných závodech 5000 lidí v tiskárnách a na 2000 tkalcovských stavech.
V roce 1843 bylo v Čechách registrováno 74 tiskáren s 3 500 stoly a 86 stroji.
V roce 1844 došlo v pražských kartounkách ke stávkám, nepokojům a rozbíjení strojů. Důvodem bylo snížení mezd na polovinu po zavedení perotinového tisku.
V roce 1872 smíchovská kartounka vyhořela, Porgesové se spojili s další pražskou kartounkou (Przibram) do akciové společnosti. V devadesátých letech 19. století však byla výroba zastavena a budovy zbořeny.
Poslední české kartounky byly v provozu asi do třicátých let 20. století.

## Galerie

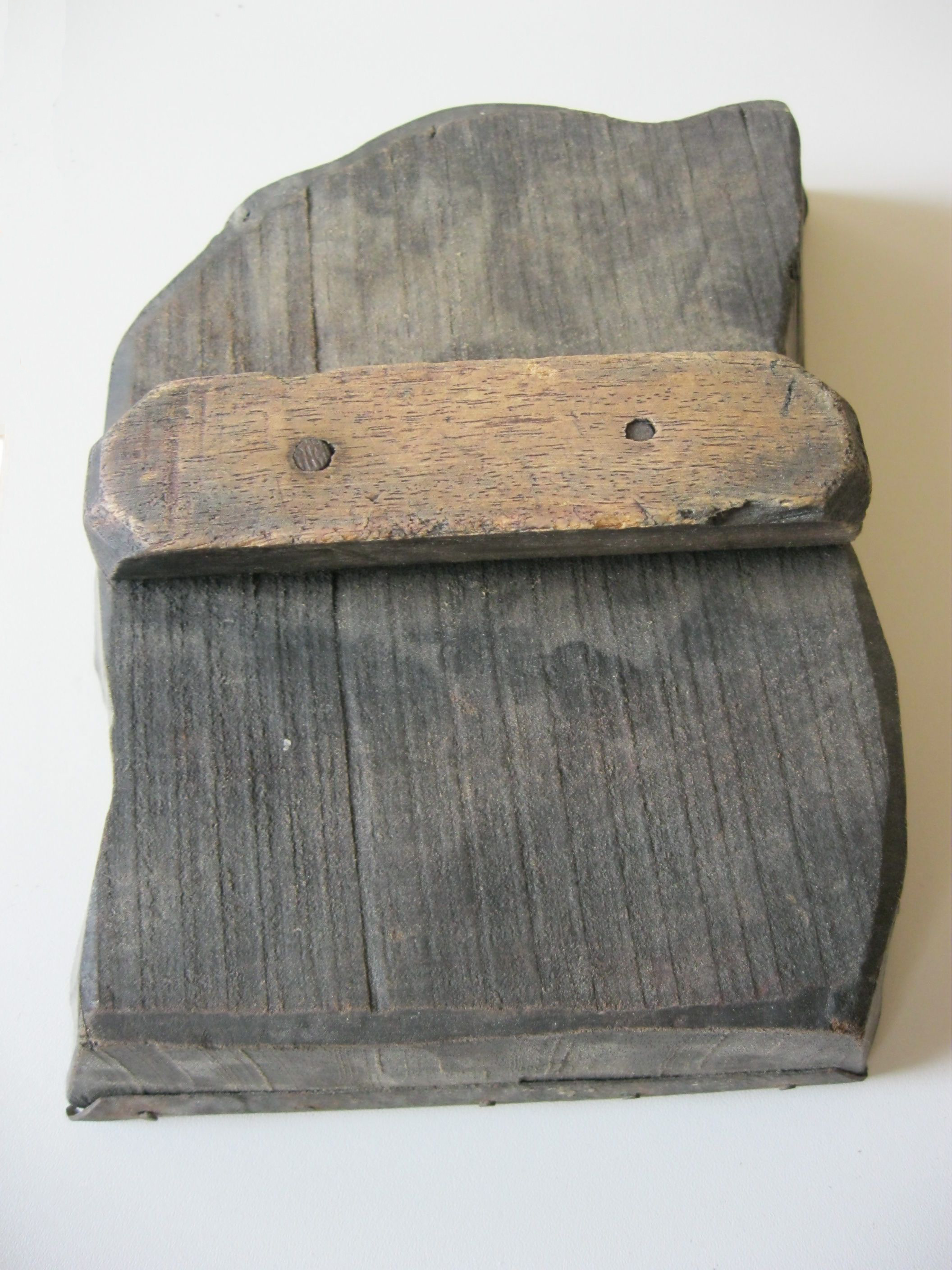
Dřevěná tiskařská forma
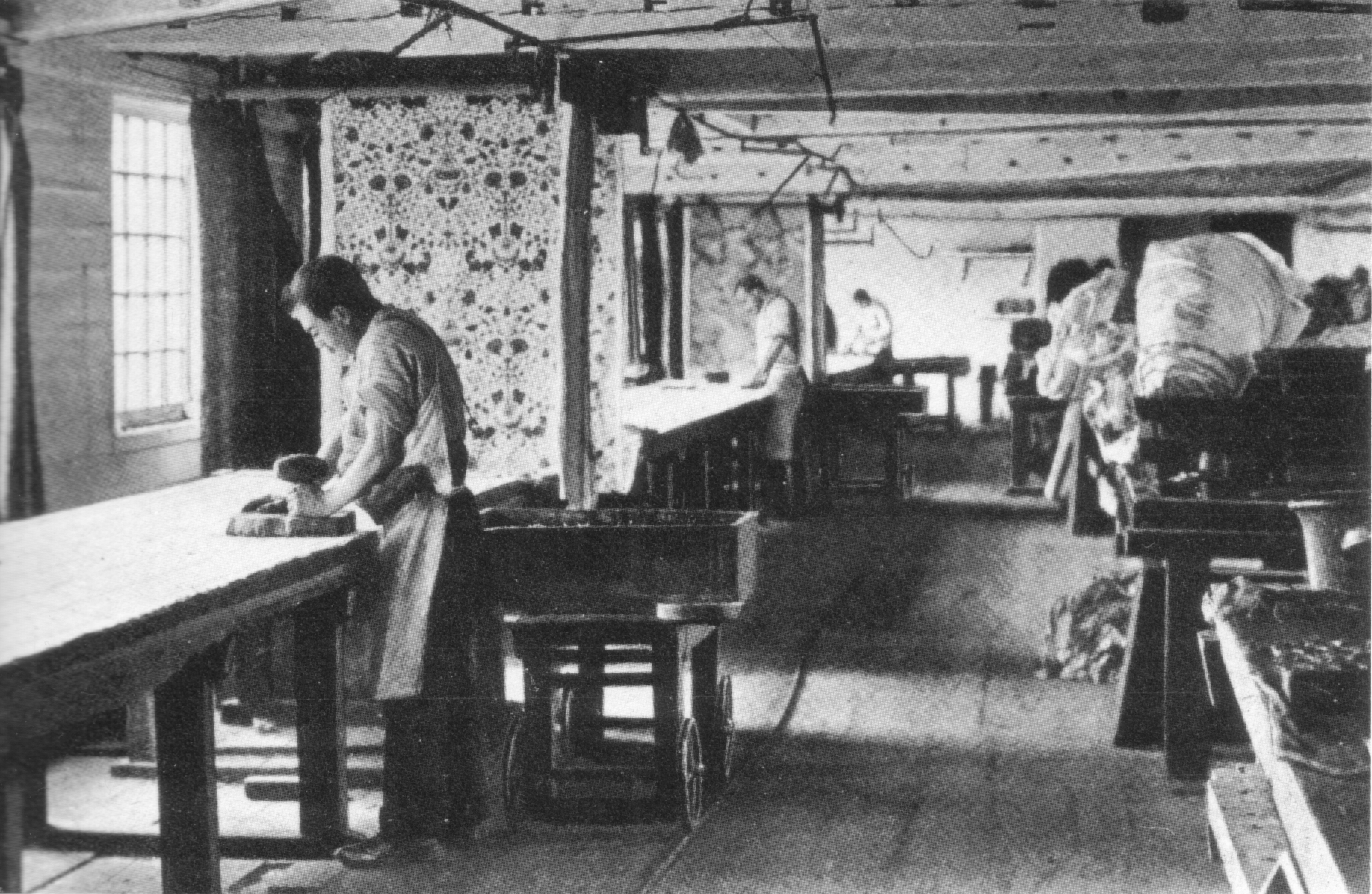
Práce na tiskařských stolech koncem 19. století
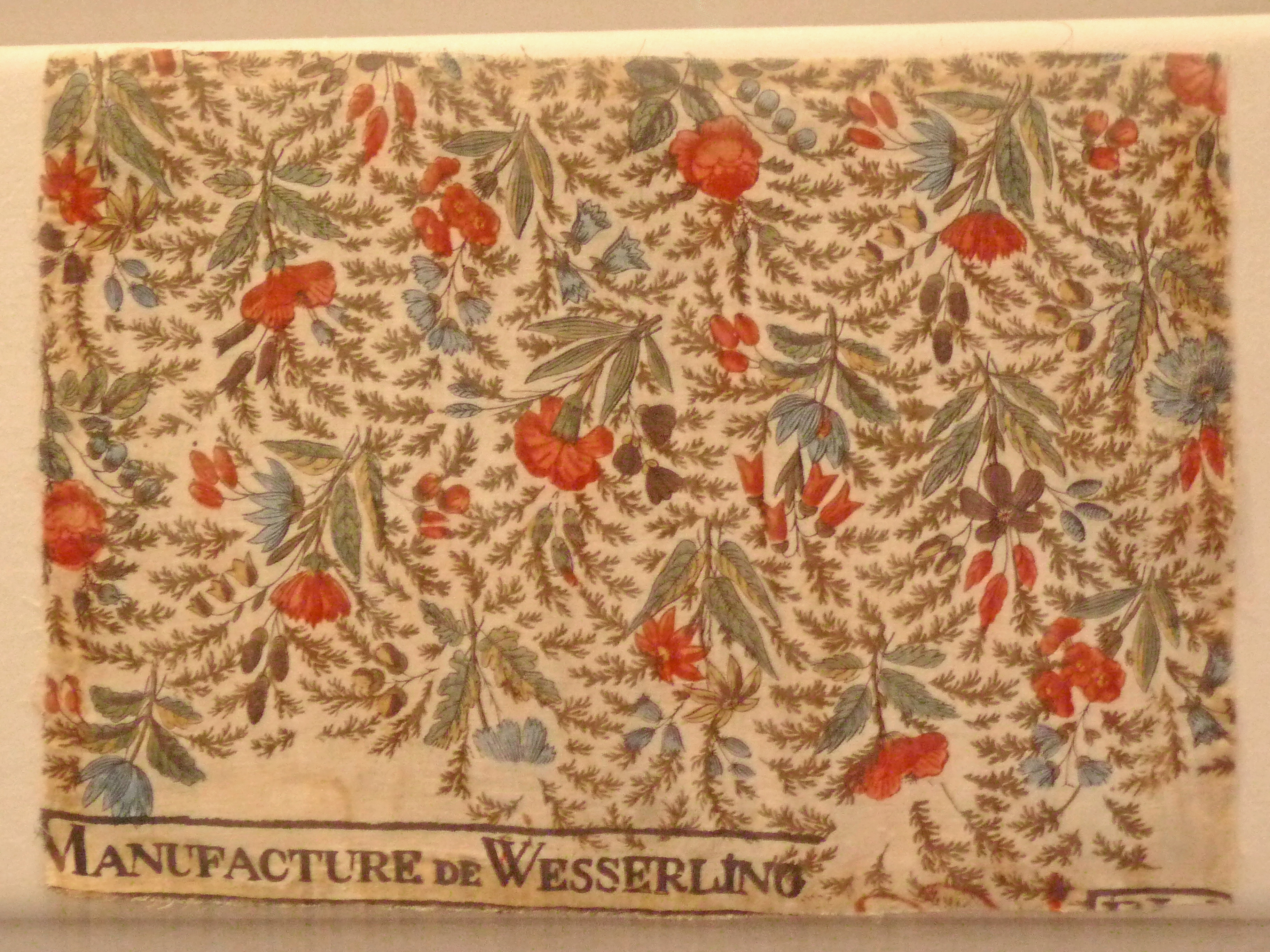
Tisk dřevěnou formou na bavlněném plátně (Mylhúzy koncem 18. století)
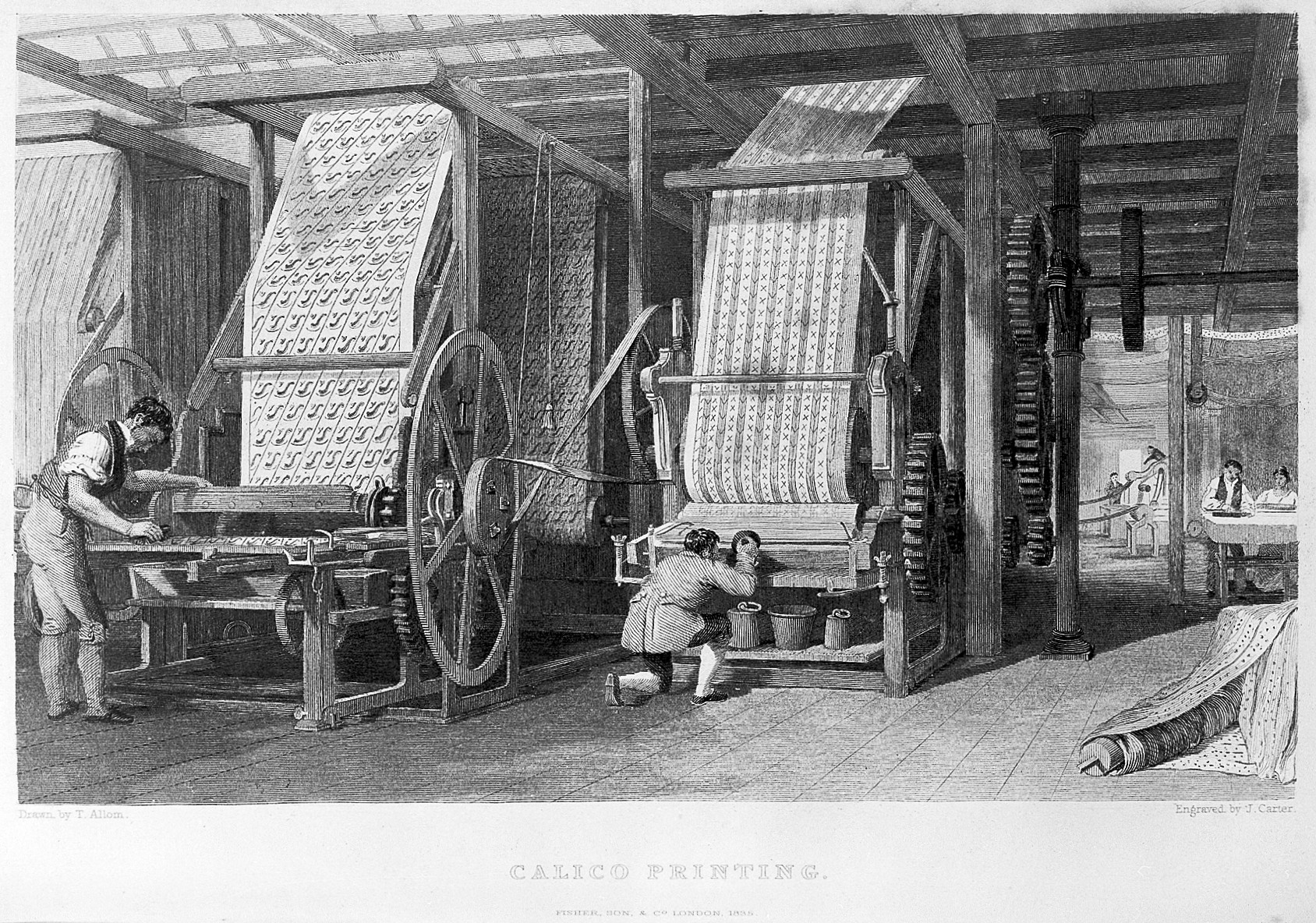
Válcové stroje z roku 1835
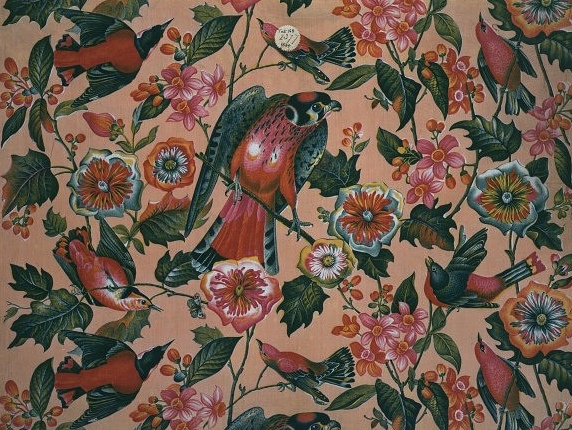
Nábytkový potah - válcový tisk na bavlněném plátně (Lancashire ve 30. letech 19. století)
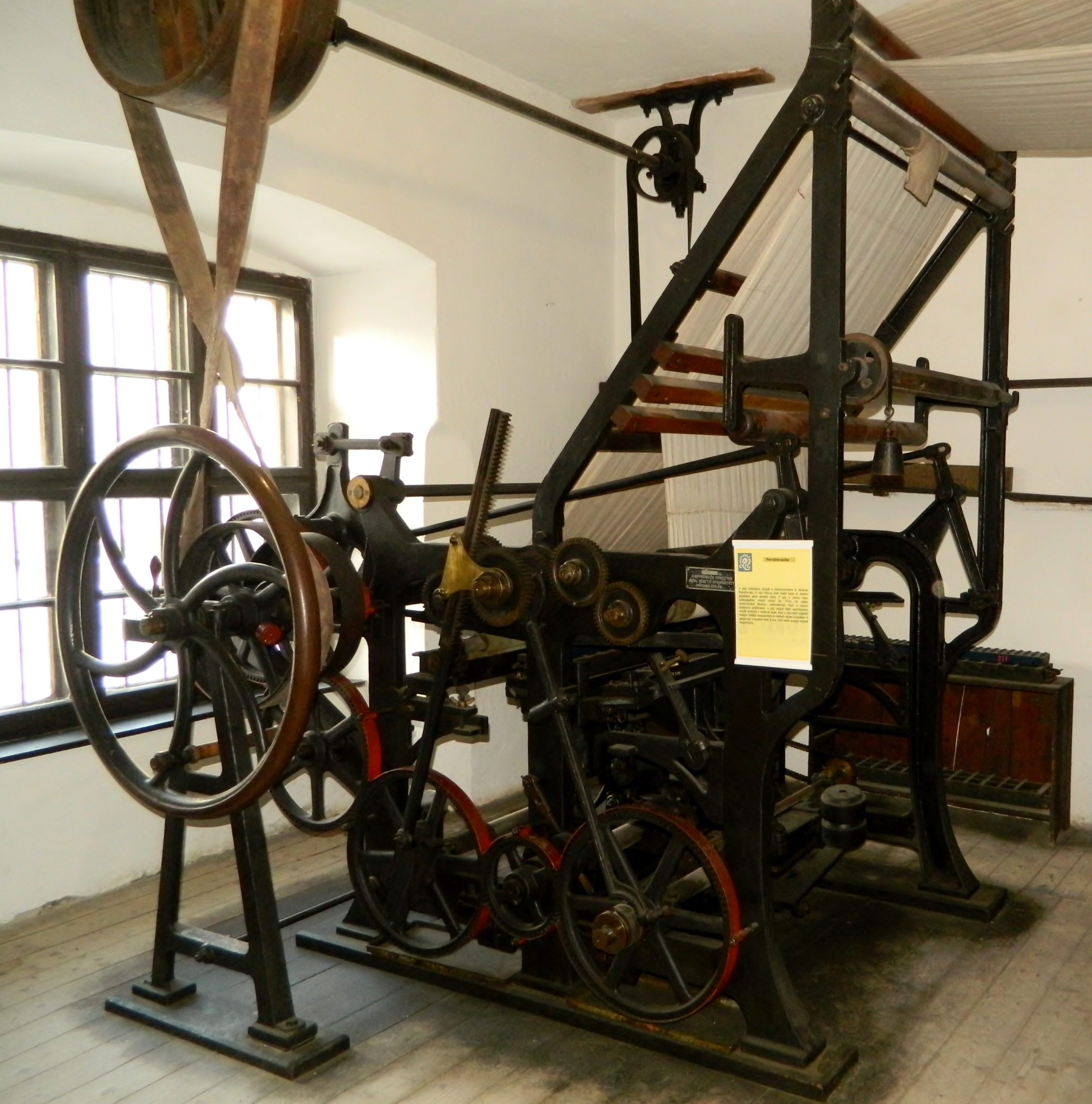
Perotina z konce 19. století
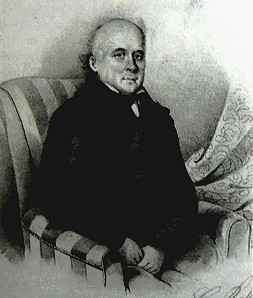
Moses Porges, zakladatel smíchovské kartounky
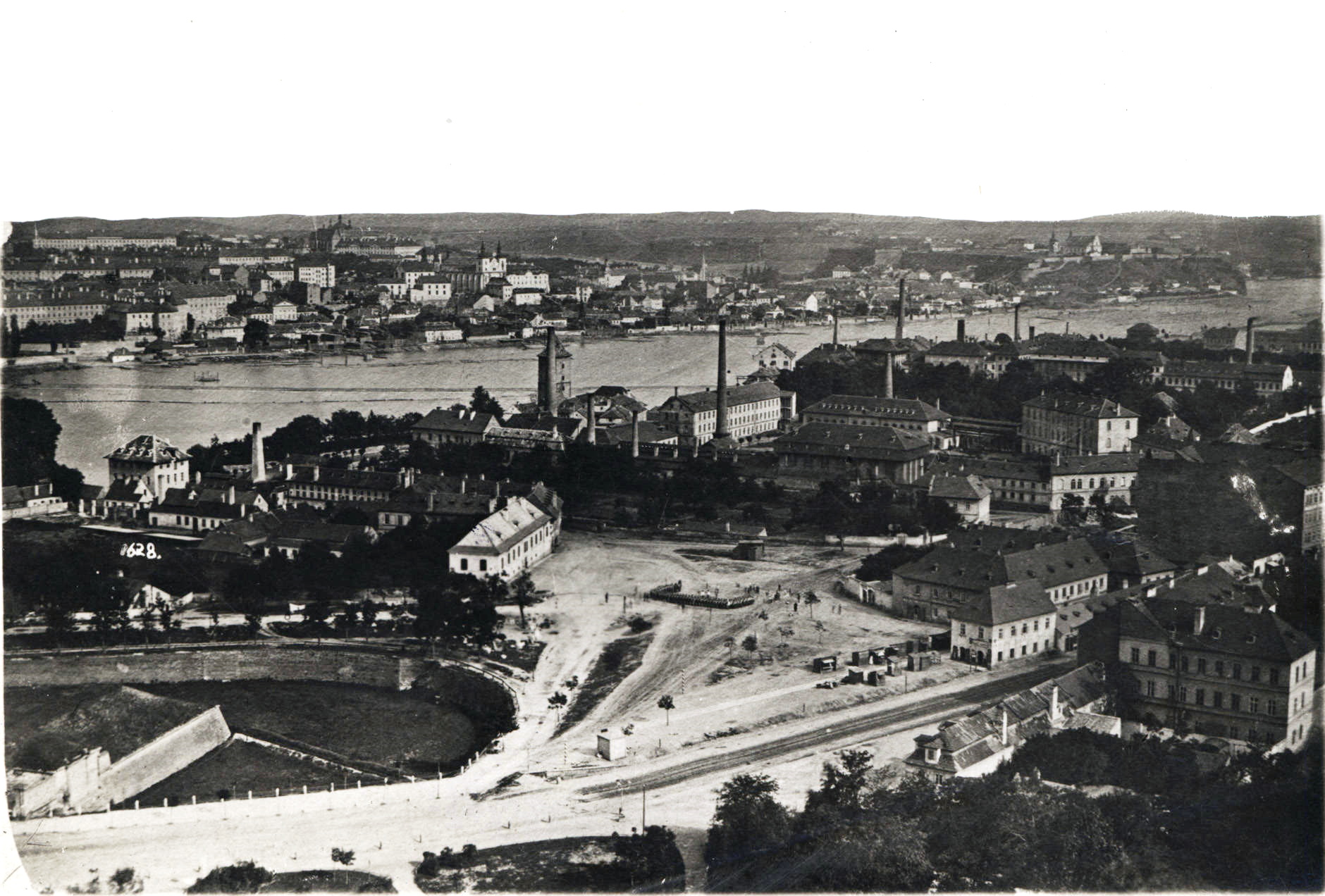
Porgesova kartounka v roce 1872